# Lapad

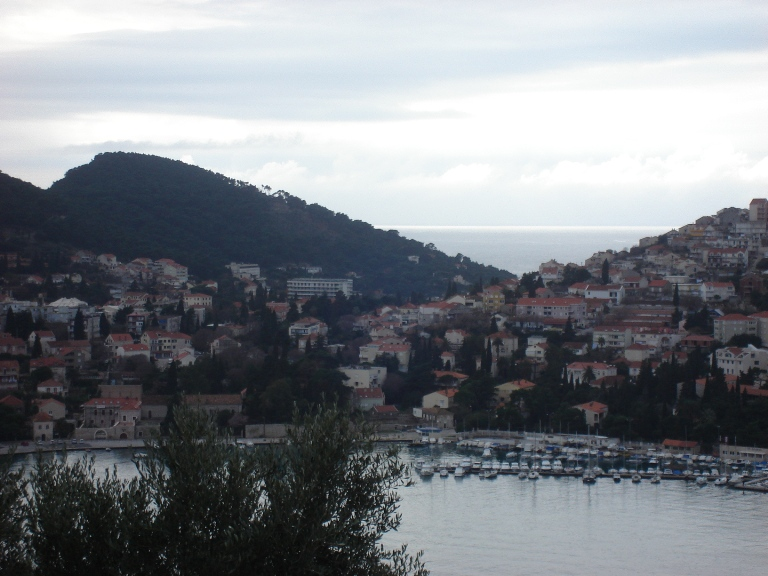
Lapad

Lapad és el nom d'una península i per extensió del barri alli existent, que forma part del terme de Dubrovnik a Croàcia. Es troba entre Babin Kuk (al nord), Petka (al sud), Giman i Montovjerna (a l'est) i la badia de Sumratin (a l'oest).
Al nord de la península de Lapad hi ha la zona de Solitudo, amb una platja amb el mateix nom on hi a un centre d'activitats per submarinistes. Es tracta d'una àrea verda encara no urbanitzada.
Hladnica és una zona verda del sud de la península. Instal·lacions sanitàries a la rodalia. A l'extrem sud, s'arriba a la mar per la punta Gebela Glava.